# 山武市立山武南中学校
山武市立山武南中学校（さんむしりつさんぶみなみちゅうがっこう）は、かつて千葉県山武市木原に存在した市立中学校である。

## 概要
山武市日向地区の丘陵部に位置した。学区は日向小学校と山武西小学校の一部、源小学校の一部である。2019年3月に山武市立山武中学校と統合し、閉校した。閉校後は、2021年に日向小学校と山武西小学校が統合された後の小学校（名称未定）の校舎として、校舎等を一部改修後に利用される予定となっている。なお、山武（さんむ）市立の中学校であるが、山武（さんぶ）町のときに開校したため、名称は「さんむしりつさんぶみなみ」である。

## 沿革
かつて当学区には日源中学校（場所は現在の日向小学校のある丘）が存在した。日源中は1956年、山武町時代に睦岡中学校と合併し、山武中学校となったが、町の人口増加によって分離され、日源中と同じ学区域に山武南中が新設された。
- 1998年（平成10年）4月 - 山武町立山武中学校から分離、山武町立山武南中学校として開校。
- 2006年（平成18年）3月 - 市町村合併により山武市立山武南中学校に改称。
- 2019年（平成31年）4月 - 山武市立山武中学校との統合により閉校。

## 部活動
運動部
- 陸上競技部
- サッカー部
- ソフトテニス部
- 野球部
- バレーボール部（女子のみ）
- バスケットボール部
- 卓球部
- 剣道部
- 柔道部

文化部
- 吹奏楽部
- 美術部

## 交通
- JR総武本線「日向駅」より徒歩40分
- 山武市巡回バス「山武南中」で下車、徒歩1分